# Exomalopsis fumipennis
Exomalopsis fumipennis är en biart som beskrevs av Timberlake 1980. Exomalopsis fumipennis ingår i släktet Exomalopsis och familjen långtungebin. Inga underarter finns listade i Catalogue of Life.